# Johan Adolfs
Johan Willem Lambertus Adolfs (1917 – 1977) was een Nederlandse zakenman en cineast, die bekend werd door zijn talrijke registraties van het dorpsleven in Nederland in het derde kwart van de twintigste eeuw.
Adolfs, uit Twente afkomstig, maakte tussen 1948 en 1970 zo'n 1500 films in Nederland, waarvan ongeveer 150 in Friesland. De filmactie was bedoeld als reclamemiddel voor lokale verenigingen: harmonieën, fanfares en schutterijen organiseerden in hun dorp de opnames en de vertoning.
In West-Duitsland maakte hij tussen 1956 en 1958 ook nog eens 160 films. De films kwamen na zijn overlijden in talrijke collecties terecht en werden door meerdere instellingen weer bijeengebracht. Zo'n negentig van zijn "Friese" films zijn te bekijken via het Fries Film Archief.

## Filmografie

### Drenthe
- Alteveer, 1966
- Anloo, 1969
- Beilen, 1960-1970
- Beilen, 1970
- Borger, 1953
- Borger, 1966
- Bovensmilde, 1964
- Buinen, 1950
- Buinen, 1961
- Coevorden, 1950-1960
- Coevorden, 1961
- Dalen, 1960
- De Kiel, 1966
- Diever, 1966
- Dwingeloo, 1949
- Dwingeloo, 1963
- Dwingeloo, 1970
- Eelde, 1952
- Eelde, 1963
- Eeserveen, 1966
- Eext, 1966
- Elim, 1950-60
- Elp, 1966
- Emmer-Compascuum, 1948
- Emmer-Compascuum, 1962/1963
- Frederiksoord, 1967
- Gasselte, 1950
- Gasselte, 1955?
- Gasselte, 1966
- Gasteren, 1960-1870
- Gieten, 1957
- Gieten, 1966
- Grolloo, 1954
- Grolloo, 1964
- Havelte, 1961
- Havelte, 1969
- Hollandscheveld, 1959
- Hooghalen, 1953
- Hooghalen, 1964
- Kerkenveld, 1966
- Klazienaveen, jaren 50
- Klazienaveen, 1965
- Klijndijk, 1961
- Meppel, 1950
- Nieuw-Amsterdam, 1952
- Nieuw-Amsterdam, 1966
- Nieuw-Buinen, 1962
- Nieuw-Dordrecht, jaren 60
- Norg, 1961
- Nijeveen, 1951
- Odoorn, 1961
- Odoornerveen, 1966
- Paterswolde, 1952
- Paterswolde, 1963
- Roden, 1963
- Roderwolde, 1956
- Rolde, 1961
- Ruinen, 1965
- Schoonebeek, 1963
- Schoonoord, 1953
- Schoonoord, 1966
- Sleen, 1963
- Sleen, 1964
- Smilde, 1968
- Uffelte, 1950
- Uffelte, 1962
- Uffelte, 1970
- Veeningen, 1962
- Veenoord, 1952
- Veenoord, 1966
- Vledder, 1964
- Vries, 1951
- Vries, 1964
- Vries, 1965
- Wapse, 1968
- Wapserveen, 1956
- Weiteveen, 1963
- Westerbork, 1963
- Wezuperbrug, 1966
- Wilhelminaoord, 1967
- Zuidlaren, 1950
- Zuidlaren, 1965
- Zuidwolde, 1949
- Zuidwolde, 1968
- Zweeloo, 1949
- Zweeloo, 1958
- Zweeloo, 1966

### Friesland
(circa 150 stuks)
- Anjum, 1966
- Beetsterzwaag, 1953 en 1962
- Bergum, 1953
- De Wilp
- Hantum, 1951 en 1965
- Haulerwijk, 1954
- Lollum
- Munnekezijl, 1952
- Oenkerk, 1966
- Oldeberkoop, 1967
- Oudkerk
- Sint Nicolaasga

### Gelderland
(228 stuks)
- Aalst
- Beesd
- Brakel
- Bruchem
- Dodewaard, 1954
- Elden
- Gameren
- Hedel
- Heerewaarden, 1952, 1957
- Hengelo (Gelderland), 2 films, 1950/1965
- Hurwenen, 1962
- Kerk-Avezaath
- Kerkwijk
- Lienden
- Meteren
- Nederhemert
- Oosterbeek, 1952
- Poederoijen
- Rossum
- Waardenburg, Neerijnen
- Warnsveld, 1966
- Westervoort, 1964
- Zaltbommel
- Zeddam, 1959
- Zuilichem

### Limburg
- Buchten, 1957
- Grevenbicht, 2 films , 1956/1965
- Holtum (Nederland), 1968
- Illikhoven, 1957
- Melick, 1966
- Stramproy, 1968
- Swolgen, 1968

### Noord-Brabant
- Aalst, 2 films, 1962/1970
- Aarle-Rixtel, 2 films, augustus 1951/ 13 juli 1960
- Alphen, 1 film, ?
- Andel, 2 films, 1959/1968
- Sint Anthonis, 1 film, 1968
- Asten, 2 of 3 films (?), 1951/2, 1968
- Bakel, 2 films, 1951/1960
- Beek en Donk, 2 films, 1949/1967
- Bergeijk, 2 films, 1950/1959
- Berghem, 2 films, 1953/1963
- Berkel, 1 film, 1952
- Berlicum, 1 film, 1963
- Boekel, 2 films, 1956/1964
- Breugel, 1 film, 1963
- Budel-Schoot, 1 film, 1962
- Capelle, 2 films, 1960/1966
- Cuijk, 1 film, 1968
- Den Dungen, 1 film, 1967
- Den Hout, 1 film, 1956[2]
- Deurne, 1 film (2?), (- 1949)/1960
- Diessen, 2 films, 1956/1970
- Dinteloord, 2 films, 1951/1961
- Dinther, 1 film, 1956
- Dommelen, 1 film, 1960
- Dongen, 1 film (2?), (- 1951)/1960
- Dorst, 1 film, 1953
- Drimmelen, 1 film, 1964
- Drunen, 1 film, 1967
- Dussen, 2 films, 1958/1970
- Elshout, 1 film, 1968
- Enschot, 2 films, 1960/1967
- Escharen, 1 film, 1967
- Etten-Leur, 2 films, 1953/1961
- Fijnaart, 1 film, 1964
- Geertruidenberg, 1 film, 1950
- Geffen, 2 films, 1960/1967
- Gemert, 1 film, 1970
- Gemonde, 1 film, 1967
- Genderen, 2 films, 1953/1961
- Giessen, 1 film, 1963
- Gilze, 1 film, 1967
- Grave, 1 film, 1968
- 's Gravenmoer, 1 film, 1965
- Haaren, 1 film, 1964
- Haarsteeg, 1 film, 1954
- Halsteren, 2 films, 1954/1964
- Hank, 1 film, 1970
- Haps, 2 films, 1951/1970
- Heerle, 2 films, 1953/1967
- Heesch, 1 film, 1956
- Helvoirt, 1 film, 1953
- Heusden, 2 films, 1954/1967
- Heijningen, 1 film, 1951
- Hilvarenbeek, 1 film, 1955
- Hoeven, 1 film, 1963
- Hoogeloon, 1 film, 1964
- Hoogerheide, 2 films, 1956/1967/8 (?)
- Hooge Zwaluwe, 1 film, 1968
- Sint Hubert, 1 film, 1957
- Kaatsheuvel, 1 film, 1968
- Klundert, 1 film, 1960
- Knegsel, 1 film, 1970
- Kruisland, 1 film, 1954
- Lage Mierde, 2 films, 1959/1968
- Lage Zwaluwe, 1 film, 1963
- Langeweg, 1 film, 1954
- Ledeacker, 1 film, 1967
- Leende, 2 films, 1959/1968
- Liempde, 1 film, 1964
- Lieshout, 1 film, 1951
- Lith, 1 film, 1970
- Lithoijen, 1 film, 1967
- Loon op Zand, 3 films, 1949/1953/1959
- Loosbroek, 1 film, 1962
- Luyksgestel, 2 films, 1949/1962
- Maarheeze, 1 film, 1968
- Made, 1 film, 1959
- Maren, 1 film, 1970
- Meeuwen, 1 film, 1966
- Megen, 1 film, 1967
- Sint-Michielsgestel, 1 film, 1968
- Middelbeers, 1 film, 1967
- Mierlo, 1 film, 1954
- Milheeze, 1 film, 1958
- Mill, 1 film, 1970
- Moer, 1 film, 1970
- Moergestel, 1 film, 1962
- Neerkant, 1 film, 1960
- Nieuw-Vossemeer, 1 film, 1967
- Nieuwendijk, 1 film, 1955
- Oerle, 1 film, 1960
- Reusel, 1 film, 1968
- Vorstenbosch, 1 film, 1968

### Overijssel
- Losser, 1948

### Utrecht
(minstens 67 stuks)
- Achterveld, 1966
- Achttienhoven/Westbroek, 1949
- Austerlitz, 1967
- Amerongen, 1954, 1965
- Baambrugge, 1967
- Baarn, 1952
- Benschop, 1953, 1968
- Breukelen, 1964
- Bunnik, 1954
- Cabauw, 1956
- De Meern, 1952, 1968
- Doorn, 1966
- Hamersveld, 1968
- Harmelen, 1951, 1968
- Hoogland, 1953, 1957, 1968
- Houten, 1952, 1970
- Jutphaas, 1967
- Kamerik, 1968
- Kockengen, 1952, 1970
- Leersum, 1963
- Leusbroek, 1966
- Linschoten, 1951, 1970
- Loenen aan de Vecht, 1966
- Lopik, 1964
- Lopikerkapel, 1964
- Maarn, 1966
- Maarsbergen, 1968
- Maarssen, 1951, 1961
- Maartensdijk, 1953
- Mijdrecht, 1958
- Montfoort, 1953
- Nieuw-Loosdrecht, 1970
- Nigtevecht, 1968
- Odijk, 1968
- Oud-Loosdrecht, 1952, 1970
- Polsbroek, 1970
- Renswoude, 1955, 1968
- Rhenen, 1963
- Spakenburg, 1952
- Veenendaal, 1951
- Vinkeveen, 1952, 1964
- Vleuten, 1951, 1965
- Vreeland, 1965
- Vreeswijk, 1952, 1963
- Werkhoven, 1970
- Westbroek, 1965, 1968
- Wilnis, 1953
- Woudenberg, 1951, 1968
- Zegveld, 1970
- Zuilen, 1951

### Zeeland
(minstens 40 stuks)
- Baarland
- Biervliet, 1965
- Biggekerke
- Borssele
- Breskens, 1963
- Cadzand, 1962
- Colijnsplaat, 1952
- Dreischor
- Driewegen
- 's-Gravenpolder
- Groede, 1965
- Haamstede
- Hansweert
- 's-Heer Arendskerke, 1956
- Heinkenszand
- Hoedekenskerke
- Kamperland, 1952, donderdag 21 juli 1960, 22 september 1966.
- Kapelle
- Kattendijke
- Kloetinge, 1952
- Kwadendamme
- Lewedorp
- Nieuwvliet, 1949
- Nisse
- Noordgouwe
- Oudelande
- Oud-Vossemeer
- Ovezande
- Ritthem
- Sas van Gent, 1969
- Scherpenisse
- Schoondijke, 1952, 1967
- 's-Heerenhoek
- Sint-Annaland
- Souburg
- Stavenisse
- Stoppeldijk, 1960
- Waarde
- Wissenkerke, woensdag 1 september 1965
- Wolphaartsdijk
- IJzendijke, 1956
- Zierikzee
- Zonnemaire
- Zuiddorpe

### Zuid-Holland
- Bodegraven, 1 film, 1962
- Den Hoorn (Midden-Delfland), 1 film, 1959
- Maasland (Midden-Delfland), 1 film, 1961
- Reeuwijk, 1 film, 1967
- Schipluiden (Midden-Delfland), 2 films, 1955 en 1964
- Zwijndrecht, 1 film, 1952